# Gran Premio Città di Camaiore 1984
Il Gran Premio Città di Camaiore 1984, trentacinquesima edizione della corsa, si svolse il 21 luglio 1984 su un percorso di 218 km, con partenza e arrivo a Camaiore. La vittoria fu appannaggio dell'italiano Roberto Ceruti, che completò il percorso in 5h22'52", alla media di 40,577 km/h, precedendo i connazionali Francesco Moser e Pierino Gavazzi.

## Ordine d'arrivo (Top 10)
| Pos. | Corridore                | Squadra                       | Tempo    |
| ---- | ------------------------ | ----------------------------- | -------- |
| 1    | Roberto Ceruti           | Del Tongo-Colnago             | 5h22'52" |
| 2    | Francesco Moser          | Gis-Gelati                    | a 0'03"  |
| 3    | Pierino Gavazzi          | Atala-Campagnolo              | s.t.     |
| 4    | Marco Vitali             | Del Tongo-Colnago             | s.t.     |
| 5    | Davide Cassani           | Santini                       | s.t.     |
| 6    | Gianbattista Baronchelli | Murella                       |          |
| 7    | Claudio Savini           | Dromedario-Alan-Oece-Sidermec |          |
| 8    | Giuseppe Passuello       | Gis-Gelati                    |          |
| 9    | Steen-Michael Petersen   | Fanini-Wührer-Sibicar         |          |
| 10   | Franco Conti             | Dromedario-Alan-Oece-Sidermec |          |